# Landessender
Als Landessender werden Hörfunk- und Fernsehsender oder -programme bezeichnet, die sich in ihrem Informationsangebot ausschließlich oder vorwiegend auf regionale Themen – beispielsweise die eines Bundeslands – beschränken.
Ein Beispiel für Landessender in Deutschland sind die Sender des öffentlich-rechtlichen Rundfunks, die neben der flächendeckenden Grundversorgung für die Bundesländer auch Regionalprogramme anbieten. So gibt es beispielsweise beim Südwestrundfunk (SWR) zwei Landessender für Baden-Württemberg und Rheinland-Pfalz, unter einem Dach, und auch die Fernsehangebote (SWR>>BW und SWR>>RP) sind hier regional unterteilt.
In Österreich gibt es ebenfalls regional orientierte Programmanbieter, die sich als Landessender verstehen, so zum Beispiel die ORF-Landesstudios der zweiten Hörfunkprogramme des Österreichischen Rundfunks wie ORF Radio Burgenland, ORF Radio Kärnten usw.
Als Landessender wurden in der Schweiz die ehemaligen Mittelwellensender in Beromünster, Sarnen, Sottens und auf dem Monte Ceneri bezeichnet.